# 8316 Wolkenstein
8316 Wolkenstein eller 3002 P-L är en asteroid i huvudbältet som upptäcktes den 24 september 1960 av den nederländsk-amerikanske astronomen Tom Gehrels och det nederländska astronomparet Ingrid van Houten-Groeneveld och Cornelis Johannes van Houten vid Palomarobservatoriet. Den är uppkallad efter den tyske skalden Oswald von Wolkenstein.
Asteroiden har en diameter på ungefär 16 kilometer och den tillhör asteroidgruppen Eos.